# 新天路站
新天路站是浙江省宁波市建设中的一座地下城市轨道交通车站，属于宁波轨道交通7号线。车站计划于2026年底启用。

## 车站形制
新天路站位于鄞州区福明街道民安路、新天路口东侧，沿民安路东西向布置。车站为地下二层岛式车站，长255.8米，宽18.3米，总建筑面积为17847平方米。

## 出口
新天路站规划设置4个出口。